# Russland entdecken

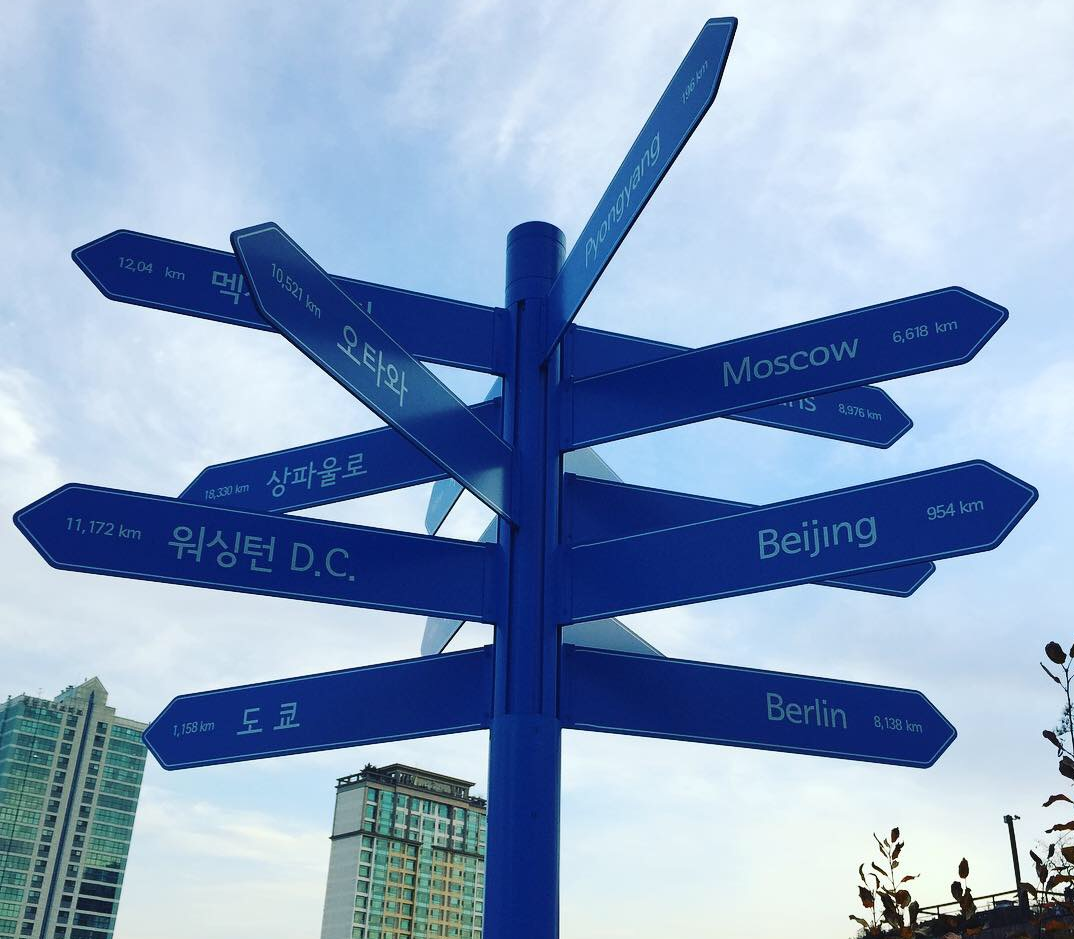
Logo des Wettbewerbs #Entdecke die Welt. Beginnen Sie mit Partnerstädten (2018–2019)

#Russland entdecken (russisch #Узнай Россию) ist eine Reihe von Wettbewerben in der russischen Wikipedia, die seit 2013 von dem Verein der Ehrenbürger und der Stiftung Wikimedia RU organisiert werden. Das Projekt wird von der Gesellschaftlichen Kammer der Russischen Föderation unterstützt. Bis März 2019 nahmen 276 Personen an den Wettbewerben teil: Sie erstellten und erweiterten mehr als 18.700 Wikipedia-Artikel. Im Dezember 2018 wurde „Russland entdecken“ der Gewinner des allrussischen Wettbewerbs Russischer Freiwilliger als Bildungsprojekt.